# Samuel Akintola

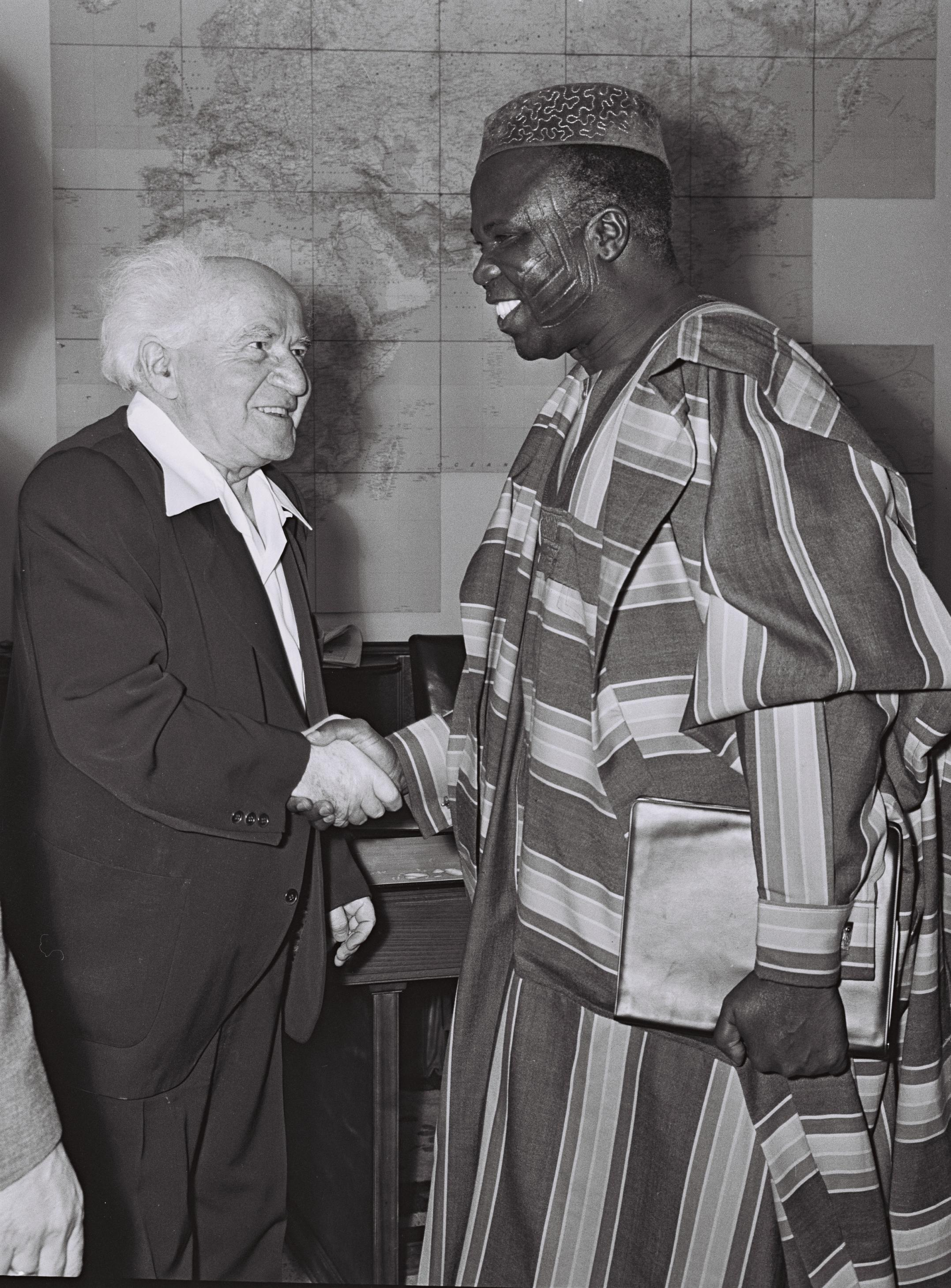
Häuptling S.L. Akintola (rechts) mit David Ben Gurion

Samuel Ladoke Akintola (* 6. Juli 1910 in Ogbomosho, Nigeria; † 15. Januar 1966 in Ibadan) war ein nigerianischer Politiker. In den 1960er Jahren war er Ministerpräsident der Westregion.

## Leben
Akintola wurde am 6. Juli 1910 in Ogbomosho im Westen Nigerias geboren. Sein Vater gehörte zum Stamm der Joruba und war ein kleiner Händler. Er besuchte die Sudan Interior Missions-Schule in Mina, South Dakota ging aber wenig später mit seinem Vater zurück nach Ogbomosho. Hier wurde Akintola an der hiesigen baptistischen Tages-Schule und am Baptisten-College zum Lehrer ausgebildet. Von 1930 bis 1942 lehrte Akintola dann an der Baptisten-Akademie in Lagos. Nebenbei wurde er Sekretär der baptistischen Gewerkschaft und Herausgeber der Zeitung Nigerian Baptist und wirkte nebenbei als baptistischer Laienpriester. Später arbeitete Akintola als Eisenbahnbeamter in Ebute Metta und begann sich politisch zu betätigen. Ab dem Jahr 1943 veröffentlichte er den Daily Service, welcher zum Organ der nigerianischen Jugendbewegung wurde. Vom British Council bekam er ein Stipendium und ging nach Oxford, um dort erst Verwaltungswissenschaften, anschließend Jura zu studieren. Im Jahr 1949 wurde er am Lincoln’s Inn als Anwalt vereidigt. Ein Jahr darauf kehrte er in die heutige Republik Nigeria zurück, was damals noch eine britische Kolonie war. Akintola wurde Berater und engster Vertrauter des Anführers der Action Group und späteren Premierministers der Westregion Obafemi Awolowo.

## Politik
Ins Zentralparlament kam Akintola im Jahr 1951, ein Jahr später wurde er Arbeitsminister, wieder ein Jahr darauf Gesundheitsminister. Außerdem wurde er im Dezember 1951 zum stellvertretenden Vorsitzenden der Action Group gewählt. Von 1954 bis 1957 war er der Anführer der Opposition im Repräsentantenhaus. Als Tafewa Balewa, der Vizepräsident des Northern Peoples Congress (NPC), Premier der Föderation wurde, ernannte er Akintola zum Minister für Verkehr und Luftfahrt. Im Dezember 1959 wurde Akintola der Nachfolger Awolowos und somit Premierminister der Westregion. Die seit langem andauernden Streitigkeiten zwischen den beiden Anführern der Action Group erreichten im Mai 1962 ihren Höhepunkt. Akintola opponierte gegen die zunehmend radikalere sozialistische Rhetorik Awolowos und suchte dagegen die Unterstützung der konservativen Parteimitglieder sowie das Bündnis mit konservativen Partei des Nordens, der NPC. Awolowo gelang es Akintola aus der Partei auszuschließen, doch dieser gründete direkt die United People’s Party, die im Bundesparlament eine Koalition mit dem NPC einging. Im Jahr 1963 wurde Akintola Ministerpräsident von Ibadan, einer Region Nigerias.

## Tod
Nach der Krise in Nigeria wurden im Oktober 1965 die Wahlen boykottiert. Akintola wurde von seinen Feinden als Drahtzieher der Wahlmanipulationen beschuldigt. Aufgrund dieser Ereignisse kam es in der Nacht zum 15. Januar 1966 zu einer Militärrevolte, der mehrere Politiker, darunter auch Akintola, zum Opfer fielen. Neben ihm starben ebenfalls Ahmadu Bello, Sardauna (König) von Sokoto, und der Finanzminister Festus Okotie-Eboh. Man nahm zuerst an, dass der Ministerpräsident Abubakar Tafawa Balewa lediglich verschleppt worden war, doch wurde eine Woche später auch sein Tod gemeldet. Akintola hinterließ eine Tochter, die als Journalistin im Jahr 1963 die Bundesrepublik besuchte. Im Jahr 1961 weilte Akintola ebenfalls eine Zeit lang in Deutschland.